# Église de l'Hôpital des Douleurs
L'Église de l'Hôpital de Notre-Dame des Douleurs se trouve dans la Rue San Agustín de la vieille ville de San Cristóbal de La Laguna à Tenerife (Îles Canaries), en Espagne.

## Histoire et caractéristiques
L'édifice se trouve entre l'ex couvent de San Agustín et la Casa Salazar, siège du Diocèse de Tenerife. Il s'agit du premier hôpital permanent qu'a eu la ville au début du XVIè siècle, alors que l'église elle date du XVIIIè siècle.
En 1514, le pape León X a autorisé la fondation à La Laguna d'un hôpital dédié à Notre Dame des Douleurs, en accordant aussi l'agrégation de deux hôpitaux précédents, celui de Notre Dame de la Antigua et celui de Saint-Sébastien. 
Pendant l'épidémie de peste bubonique qui a éclaté dans la ville en 1582, l'Hôpital de Dolores a vu ses capacités d'assistance dépassées et d'autres hôpitaux ont dû être activés dans différentes parties de la ville.
À la fin du XVIIIè siècle, l'hôpital et l'église ont été reconstruits et réorganisés sur des nouvelles bases. Le placement du Saint Sacrement dans la nouvelle église a été célébré le 25 mai 1704. Il y a eu une période de déclin au XIXè siècle et à partir de 1923, le service du temple l'a confié à la congrégation de Saint Vincent de Paul. 
Actuellement, le complexe héberge la Bibliothèque Municipale Adrián Alemán. En 2008, l'église et ancien hôpital ont été déclarés Bien d'Intérêt Culturel par le Gouvernement des Canaries. Depuis 2010, l'édifice est le siège pour toutes les Canaries de l'Ordre équestre du Saint-Sépulcre de Jérusalem.
Entre juillet 2017 et mars 2018, l'Église de l'Hôpital des Douleurs a accueilli exceptionnellement l'image du vénéré Christ de La Laguna pendant la restauration de son Sanctuaire.